# Lévan Zourabichvili
Pour les articles homonymes, voir Zourabichvili.
Pour les autres membres de la famille, voir Famille Zourabichvili.
Lévan Zourabichvili (en géorgien : ლევან ზურაბიშვილი), né le 19 juin 1906 à Tbilissi (Empire russe), et mort le 10 février 1975 à Saint-Germain-en-Laye (France), est un ingénieur français d'origine géorgienne.

## Biographie
Lévan Zourabichvili, né le 19 juin 1906 à Tbilissi, est le fils de Nino et d'Ivane Zourabichvili (ka) et le frère d'Artchil et Georges Zourabichvili. Diplômé de l'École des mines de Paris en 1931, il devient ingénieur dans l'industrie automobile.
En 1929, avec Ilamaz Dadéchkéliani et Joseph de Kémoularia, il prend part à la fondation de la paroisse orthodoxe géorgienne Sainte-Nino de Paris. De 1961 à 1975, il préside l'Association géorgienne en France.
Il meurt le 10 février 1975 à Saint-Germain-en-Laye, à l'âge de 68 ans. Il est inhumé au carré géorgien du cimetière de Leuville-sur-Orge.
Époux de Zeïnab Kedia (ka), il est le père d'Othar et Salomé Zourabichvili, 5e présidente de la Géorgie.

## Ouvrages
- La Géorgie (préf. Louis Marin), Paris, Dodeman, s.d. (BNF 31691972).